# トーマス・バルテル
トーマス・ジルヴェスター・バルテル（ドイツ語: Thomas Sylvester Barthel、1923年1月4日 - 1997年4月3日）は、ドイツの民族学者、碑文研究家。アメリカ州の先住民族の研究を専門とし、ロンゴロンゴ文字の研究で特に知られる。古代マヤ文明についても研究した。

## 略歴
トーマス・バルテルはベルリンに生まれた。父親は詩人のマックス・バルテルである。ギムナジウムを卒業後、第二次世界大戦に従軍し、暗号解読の仕事を行った。
戦後、ベルリン大学、ライプツィヒ大学、ハンブルク大学で民族学と地理学を学び、1952年にマヤ文字で書かれたドレスデン絵文書をもとにした暦とマヤ天文学の研究によってハンブルク大学の博士の学位を得た。
1957年から翌年にかけて、チリ大学の客員研究員としてアタカマ族に関するフィールドワークを行い、またイースター島を調査した。イースター島の碑文（ロンゴロンゴ）の研究で教授資格を得た。
1959年からテュービンゲン大学民族学研究所の員外教授に任命された（1964年に正教授）。1988年に退官した。1997年にテュービンゲンで没した。

## 主な業績

### イースター島
バルテルは1958年の著書でロンゴロンゴ文字の完全なコーパスと文字の一覧を作成した。また、ママリ・タブレット（バルテルの「テクストC」）に太陰暦が記されていることを初めて明らかにした。
- Grundlagen zur Entzifferung der Osterinselschrift. Hamburg: Cram, De Gruyter & co. (1958)（イースター碑文解読の基礎）

1971年にはロンゴロンゴ文字の総数を120とした。また、ロンゴロンゴ文字とは別にタウ文字とママ文字があると主張した。
- Thomas S. Barthel (1971). “Pre-contact Writing in Oceania”. In Thomas A. Sebeok. Current Trends in Linguistics 8: Linguistics in Oceania. The Hague: Mouton

1974年には、イースター島への移住の伝説を、20世紀はじめに地元で書かれた「写本e」を元に翻訳再構成した。
- Das achte Land: Die Entdeckung und Besiedlung der Osterinsel nach Eingeborenentraditionen übersetzt und eräutert. München: Klaus Renner. (1974)（第八の地：現地の伝承の翻訳をもとにしたポリネシア人によるイースター島の発見と定住）

### マヤ
バルテルは1951年以来マヤ文字に関する論文を公刊している。1952年の論文ではディエゴ・デ・ランダ『ユカタン事物記』に見えるハアブの月名クムクを表す字の左側にある2つの表音要素をcu-kuとみなし、2番目の字が「C神」として知られる神を表す字と同じことから、この字はユカテコ語のku、チョル語のch'uであり、「神」を意味すると指摘している。これは神名を表音的に読んだ早い例だが、ジョン・エリック・シドニー・トンプソンと同様にバルテルもユーリー・クノロゾフの表音説には強く反対し、1956年にクノロゾフが出席したコペンハーゲンの国際会議で批判している。
1960年代以降は紋章文字の研究やマヤの祭祀の研究に重点を移している。

## 家族・親族
- 父：マックス・バルテルは詩人。